# 391年
| 千纪： | 1千纪 |
| 世纪： | 3世纪 \| 4世纪 \| 5世纪 |
| 年代： | 360年代 \| 370年代 \| 380年代 \| 390年代 \| 400年代 \| 410年代 \| 420年代                                                                                                |
| 年份： | 386年 \| 387年 \| 388年 \| 389年 \| 390年 \| 391年 \| 392年 \| 393年 \| 394年 \| 395年 \| 396年                                                                          |
| 纪年： | 辛卯年（兔年）；东晋太元十六年；前秦太初六年；后燕建興六年；后秦建初六年；西燕中興六年；西秦太初四年；北魏登国六年；后凉麟嘉三年；翟魏建光四年，定鼎元年；高句丽永乐元年 |

## 大事记
- 翟魏君主翟釗即位後不久就進攻後燕鄴城，但被慕容農擊退。
- 劉衛辰率鐵弗部攻擊北魏賀蘭部時遭到痛擊,整個部落四處逃散。劉衛辰於魏軍追擊途中為部下所殺，其子劉勃勃逃走後,投奔後秦姚興屬下的高平公沒弈干麾下,被任命為安北將軍。
- 柔然被北魏击败，首領缊纥提归降。*
- 賀蘭部內亂，賀訥與賀染干相攻，慕容垂派其子慕容麟大敗賀訥、賀染干，並把賀染干遷移到中山去。賀訥再投靠拓跋珪，為安遠將軍。
- 魏道武帝拓跋珪的堂弟兼同母弟拓跋觚出使後燕見慕容垂，慕容垂衰老，子弟用事，留拓跋觚以求良馬。拓跋珪遂與後燕絕交，使長史張袞求好於西燕。
- 基督教为罗马国教。
- 倭軍出兵朝鮮。
- 前秦苻登進攻後秦安定，被姚萇擊敗。

## 逝世
- 劉衛辰，十六國時期匈奴支系鐵弗部首領，劉務桓之子，前任首領劉悉勿祈之弟，夏國建立者劉勃勃之父。